# Phaonia flava
Phaonia flava är en tvåvingeart som beskrevs av Stein 1920. Phaonia flava ingår i släktet Phaonia och familjen husflugor. Inga underarter finns listade i Catalogue of Life.